# Trần (Familienname)
Trần (Chữ Hán: 陳, vereinfacht Tran) ist ein weit verbreiteter vietnamesischer Familienname. Etwa 11–12 % aller Vietnamesen tragen ihn; damit ist er nach Nguyễn der zweithäufigste Name in Vietnam.
Die ursprüngliche chinesische Schreibung 陳 / 陈 wird im heutigen China in Pinyin als Chén transkribiert und ist dort auch einer der häufigsten Namen. Die übliche Romanisierung aus dem Kantonesischen lautet Chan, die aus dem Min Tan. Im Buch der Hundert Familiennamen der Song-Dynastie ist der Name an zehnter Stelle aufgeführt.
Die Monarchen der von 1225 bis 1400 in Vietnam regierenden Trần-Dynastie trugen diesen Familiennamen.

## Namensträger

### Trần
- Trần Anh Hùng (* 1962), vietnamesisch-französischer Filmregisseur
- Trần Bình Trọng (1259–1285), vietnamesischer Feldherr
- Trần Cẩm Tú (* 1961), vietnamesischer Politiker
- Trần Đại Quang (1956–2018), vietnamesischer Politiker, Staatspräsident 2016 bis 2018
- Trần Đình Sơn (* 1997), vietnamesischer Sprinter
- Trần Đức Lương (1937–2025), vietnamesischer Politiker, Staatspräsident 1997 bis 2006
- Hà Trần (* 1977), vietnamesische Sänger
- Trần Hiếu Ngân (* 1974), vietnamesische Taekwondoin
- Trần Hưng Đạo (um 1228–1300), vietnamesischer Feldherr
- Trần Kim Tuyến (1925–1995), südvietnamesischer Geheimdienstchef
- Trần Lê Quốc Toàn, (* 1989), vietnamesischer Gewichtheber
- Trần Lệ Xuân (1924–2011), First Lady von Südvietnam, siehe Madame Nhu
- Trần Nữ Yên Khê (* 1968), vietnamesische Schauspielerin
- Trần Phú (1904–1931), vietnamesischer Revolutionär
- Trần Quang Trân (1900–1969), vietnamesischer Künstler
- Trần Quốc Hoàn (1916–1986), vietnamesischer Politiker
- Trần Quyết Chiến (* 1984), vietnamesischer Dreibandspieler
- Trần Thái Tông (1218–1277), vietnamesischer Kaiser der Trần-Dynastie
- Trần Thanh Hải (* 1982), vietnamesischer Badmintonspieler
- Trần Thị Hải Linh (* 2001), vietnamesische Fußballtorspielerin
- Trần Thị Kim Thanh (* 1993), vietnamesische Fußballtorhüterin
- Trần Thị Thu (* 1991), vietnamesische Fußballspielerin
- Trần Thị Thu Thảo (* 1993), vietnamesische Fußballtorhüterin
- Trần Thị Thúy Nga (* 1991), vietnamesische Fußballtorspielerin
- Trần Thị Thùy Trang (* 1988), vietnamesische Fußballtorspielerin
- Trần Tuấn Minh (* 1997), vietnamesischer Schachspieler
- Trần Tố Nga (* 1942), französisch-vietnamesische Journalistin, Widerstandskämpferin und Aktivistin
- Trần Trọng Kim (1883–1953), vietnamesischer Politiker
- Thu Vân Trần (* 1979), vietnamesisch-französische Künstlerin
- Tran Van Dan (1926–1997), vietnamesischer Schriftsteller
- Trần Văn Hương (1902–1982), südvietnamesischer Politiker
- Trần Văn Hữu (1896–1984), vietnamesischer Politiker
- Trần Văn Soái (1894–1961), vietnamesischer Warlord zur Zeit des Indochinakriegs
- Trần Văn Xuân (* 1934), vietnamesischer Fechter
- Pierre Trân Ðinh Tu (* 1937), vietnamesischer Geistlicher, Bischof von Phú Cường
- Joseph Trân Xuân Tiéu (1945–2025), vietnamesischer Bischof
- Joseph Tran Văn Toan (* 1955), vietnamesischer Geistlicher, Bischof von Long Xuyên

### Tran
- Aaron Tran (* 1996), US-amerikanischer Shorttracker
- Amy Tran (* 1980), US-amerikanische Feldhockey-Torfrau
- Anne Tran (* 1996), französische Badmintonspielerin
- Claire Tran (* um 1986), französisch-britische Schauspielerin und Tänzerin
- Demi Tran (* 2000), niederländische Tennisspielerin
- Derek Tran (* 1980), US-amerikanischer Politiker
- Hai Ngoc Tran (* 1975), vietnamesisch-norwegischer Fußballspieler
- Hanh Tran (* 1982), österreichischer Pokerspieler
- J. C. Tran (* 1977), US-amerikanischer Pokerspieler
- Jenny Tran, US-amerikanische Theater- und Filmschauspielerin
- John-Nhan Tran (* 1966), vietnamesisch-US-amerikanischer Geistlicher, Weihbischof in Atlanta
- Karrueche Tran (* 1988), US-amerikanische Schauspielerin
- Kelly Marie Tran (* 1989), US-amerikanische Schauspielerin
- Kimlinh Tran (* 1989), stimmschauspielerisch tätige Person aus Kalifornien
- Levy Tran (* 1983), US-amerikanische Schauspielerin und Model
- Lian Tran (* 2002), niederländische Tennisspielerin
- Linh Tran (* 1995), deutsche Tischfußballspielerin
- Mervin Tran (* 1990), kanadischer Eiskunstläufer
- Mimi Tran (* 1960), vietnamesisch-amerikanische Pokerspielerin
- Minh Thu Tran (* 1993), deutsche Journalistin
- Natalie Tran (* 1986), australische Schauspielerin, Schriftstellerin und Vloggerin
- Richard Tran, US-amerikanischer Kommunalpolitiker
- Rosa Tran, Film- und Fernsehproduzentin
- Thalia Tran (* 2006), US-amerikanische Schauspielerin
- Thien Tran (1979–2010), deutsch-vietnamesischer Schriftsteller
- Tony Tran (* 1987 oder 1988), vietnamesischer Pokerspieler
- Tutty Tran (* 1988), deutscher Comedian
- Vi-Dan Tran (* 1984), deutscher Regisseur, Kameramann, Darsteller, Produzent, Stuntman und Webvideoproduzent
- Vincent Tran tam Tinh (* 1929), vietnamesisch-kanadischer Klassischer Archäologe